# Ninigo
Les îles de Ninigo sont un groupe de trente-et-une îles situées à l’ouest-nord-ouest de l'île Manus. 
Elles font partie de l’archipel Bismarck et sont administrativement rattachées à la province de Nouvelle-Irlande.

## Histoire
Le navigateur espagnol Íñigo Ortiz de Retes arrive dans les îles le 27 juillet 1545, sa caravelle arrive de Tidore pour la Nouvelle-Espagne.